# 減宣
減宣（？—前102年），《汉书》作咸宣，西汉大臣，河东郡杨县人。汉武帝时，被卫青征召，为御史、御史中丞。主管主父偃和淮南王刘安谋反之案，杀戮甚众，人称果断。后为左内史、右扶风，在上林苑中杀属吏成信，犯大逆罪，自杀。

## 延伸阅读
[在维基数据编辑]
 《史記/卷122》，出自司馬遷《史記》
 《漢書·卷090》，出自班固《漢書》